# Семинаре
Семинаре (итал. Seminara) је насеље у Италији у округу Ређо ди Калабрија, региону Калабрија.
Према процени из 2011. у насељу је живело 1494 становника. Насеље се налази на надморској висини од 290 м.

## Становништво
Према резултатима пописа становништва 2011. у општини је живело 2.820 становника.
| 1931. | 1936. | 1951. | 1961. | 1971. | 1981. | 1991. | 2001. | 2011. |
| ----- | ----- | ----- | ----- | ----- | ----- | ----- | ----- | ----- |
| 5.920 | 6.584 | 6.776 | 5.775 | 5.012 | 4.355 | 3.965 | 3.352 | 2.820 |